# „Грами“ за най-добър традиционен блус албум
Награда Грами за "Най-добър традиционен блус албум се връчва от 1983 г. От 2001 до 2003 освен изпълнителите наградате се връчва и на продуцентите и звукорежисьорите. До 1992 г., наградата се нарича Грами за най-добро традиционно блус изпълнение и два пъти е връчвана за самостоятелни песни, а не за албуми.
На всяка церемония се награждават албуми от предходната година

## 2000-ните
- 2009
Б.Б. Кинг за One Kind Favor
- 2008
Хенри Таунсенд, Джо Уили Пъркинс, Робърт Локууд Джуниър & Дейвид Хънибой Едуардс за "Last of the Great Mississippi Delta Bluesmen: Live In Dallas"
- 2007
Айк Търнър за "Risin' with the Blues"
- 2006
Б.Б. Кинг & и приятели за "80"
- 2005
Ета Джеймс за Blues to the Bone
- 2004
Бъди Гай за Blues Singer
- 2003
Б.Б. Кинг (продуцент & изпълнител), Антъни Дегъл, Джон Холброк (звукорежисьори/миксиране) за A Christmas Celebration of Hope
- 2002
Джими Вон (продуцент & изпълните), Джон Хемптън, Джаред Тутън (звукорежисьори) за "Do You Get the Blues?"
- 2001
Б.Б. Кинг & Ерик Клептън (продуцент & изпълнител), Саймън Клими (продуцент), Алан Дъглас (звукорежисьор) за "Riding With the King
- 2000
Б.Б. Кинг за Blues on the Bayou

## 90-те
- 1999
Отис Ръш за "Any Place I'm Going"
- 1998
Джон Лий Хукър за "Don't Look Back"
- 1997
Джеймс Котън за Deep in the Blues
- 1996
Джон Лий Хукър за Chill Out
- 1995
Ерик Клептън за From the Cradle
- 1994
Б.Б. Кинг за Blues Summit
- 1993
Доктор Джон за "Goin' Back to New Orleans"
- 1992
Б.Б. Кинг за "Live at the Apollo"
- 1991
Б.Б. Кинг за Live at San Quentin
- 1990
Бони Райт & Джон Лий Хукър за "I'm In the Mood"

## 80-те
- 1989
 Уили Диксън за "Hidden Charms
- 1988
Професор Лонгхеър за Houseparty New Orleans Style
- 1987
Албърт Колинс, Джони Копланд & Робърт Крей за "Showdown!"
- 1986
Б.Б. Кинг за My Guitar Sings the Blues
- 1985
Шугър Блу, Джон Хамънд, J.B. Hutto & the New Hawks, Лутър Джонсън, Коко Тейлър & The Blues Machine & Стиви Рей Вон за Blues Explosion
- 1984
Б.Б. Кинг за "Blues 'N' Jazz"
- 1983
Кларанс Гейтмоут Браун за Alright Again